# Småtjärnarna (Haverö socken, Medelpad, 693812-146315)
Småtjärnarna är en sjö i Ånge kommun i Medelpad och ingår i Ljungans huvudavrinningsområde.